# Westmoreland (Nowy Jork)
Westmoreland – miasto w Stanach Zjednoczonych, w stanie Nowy Jork, w hrabstwie Oneida.